# Coswig (Saksonia)
Coswig (górnołuż. Kosowiki) – miasto w Niemczech, w kraju związkowym Saksonia, w okręgu administracyjnym Drezno, w powiecie Miśnia. Liczy ok. 21,6 tys. mieszkańców, leży ok. 10 km od Drezna.
W mieście znajduje się stacja kolejowa Coswig.

## Współpraca
Miejscowość partnerska:
- Lovosice, Czechy
- Ravensburg, Badenia-Wirtembergia